# ハレルヤ (岡村孝子の曲)
「ハレルヤ」は、岡村孝子の通算19枚目のシングル。1994年5月25日発売。発売元はファンハウス（現・ソニー・ミュージックレーベルズ）。

## 解説
表題曲、カップリング曲ともタイアップのついたシングル盤。
「ハレルヤ」は希望を感じる前向きな歌詞に仕上がっている。大晦日が目前に迫った2003年12月27日のコンサート「TEAR DROPS」（渋谷C.C.Lemonホール）では、「来年もいい年であるように」との気持ちを込めてダブルアンコールで歌われた。
「夢の途中」は、コンサートで手話をしながら歌われたことがある。
オリジナルアルバム3枚ごとにリリースされるセレクションアルバム・シリーズ『After Tone IV』には本シングルの2曲とも収録されたが、権利上の都合から既発表音源のリミックスではなく、ボーカル・バックトラックとも新たにレコーディングし直したものとなった。その際に「夢の途中」はアレンジが大幅に変更された。

## 収録曲
1. ハレルヤ　（5:05）
  - 作詞・作曲: 岡村孝子 、編曲: 海老原真二

TBS系バラエティ『どうぶつ奇想天外!』テーマソング
2. 夢の途中　（6:09）
  - 作詞・作曲: 岡村孝子 、編曲: 萩田光雄

日産火災（現：損保ジャパン）CMソング
3. ハレルヤ 〜Original Karaoke〜

## 収録作品
- ハレルヤ
  - SWEET HEARTS　（10th アルバム）
  - TOY BOX
- ハレルヤ （Retake）
  - After Tone IV
- 夢の途中
  - SWEET HEARTS
  - TOY BOX
  - T's BEST season 1
- 夢の途中 （Retake）
  - After Tone IV